# (38847) 2000 SJ68
2000 SJ68 (asteroide 38847) é um asteroide da cintura principal. Possui uma excentricidade de 0.10737120 e uma inclinação de 14.62472º.
Este asteroide foi descoberto no dia 24 de setembro de 2000 por LINEAR em Socorro.